# 華陽太后
華陽太后（かようたいごう）は、楚の公女で秦の王太后。諱と父母は不明で、姉（諱は不明）と弟の陽泉君がいる。秦の孝文王の継室。継子の子楚が荘襄王として即位前は華陽夫人或いは華陽后と呼ばれ、即位後は華陽太后と呼ばれるようになった。秦の恵文王の側室で昭襄王の生母だった宣太后や秦の丞相で後に楚王となる昌平君らと同じく楚の公族である羋姓であり、始皇帝の養祖母にあたる。

## 生涯

### 華陽号を得る
時期は不明だが、華陽夫人は楚の公女として昭襄王の次男の嬴柱（後の孝文王）に嫁ぐ。
昭襄王42年（紀元前265年）、2年前に魏で昭襄王の長男の悼太子が病死していたために、昭襄王は嬴柱を安国君として太子に指名した。この時、安国君の正室として華陽の号を得る。

### 嬴異人を養子に
衛の商人、呂不韋が華陽夫人の弟である陽泉君に接近し、入秦すると華陽夫人との面会を果たした。
呂不韋は安国君と華陽夫人の間に嗣子となる子がいない事から、将来安国君からの寵愛が衰える時が来た場合の不安を説き、安国君が次の秦王に即位した時の太子候補には他の夫人が産んだ庶子の子傒ら、20人以上の公子たちがいる中で、今は安国君の寵愛を失った夏姫が産み、趙の人質となって、呂不韋が後見を務める嬴異人が賢明であり、遠き地より華陽夫人の事を実の母のように思い慕っていると、吹き込んで異人を養子に迎え、太子に推すことを夫人に勧めた。
華陽夫人は呂不韋の言葉を容れ、安国君の名を刻んだ割符を用意して異人を嗣子として迎える事を約束した。
昭襄王50年（紀元前257年）、王齕が秦軍を率いて趙の首都邯鄲（現在の河北省邯鄲市）を攻囲し、趙国は異人を殺そうとしたが、呂不韋は賄賂を使って異人を秦に逃す事に成功した。異人の妻の趙姫とその子の嬴政は邯鄲に取り残され危機的状況に置かれたが何とか生き延びて、数年後に秦に入る事が出来た。
秦に無事帰り着いた異人は呂不韋の提案で華陽夫人の故国である楚の衣装を着て、初めて華陽夫人と面会した。華陽夫人はその姿を見て大喜びで異人を正式に養子とした。異人は華陽夫人の故国に因んで名を子楚と改め、ますます夫人に気に入られた。

### 王后時期
昭襄王56年（紀元前251年）、昭襄王が薨去し夫の安国君が孝文王として即位。華陽夫人は王后となり、子楚が太子となった。趙は友好を示すため邯鄲に抑留されていた趙姫と嬴政を秦に帰国させた。
歴史学者の李開元による説では、長きに渡り邯鄲に残した趙姫と嬴政の無事は不明であり、子楚が生母である夏姫を安心させるために娶った韓国出身の夫人との間に嬴政の弟である成蟜が生まれたとしている:62。

### 太后時期

#### 荘襄王時代
孝文王は在位1年持たずに薨去し、子楚が荘襄王として跡を継いだ。華陽后は華陽太后の尊号を送られ、子楚は生母の夏姫に対しても夏太后の尊号を送り、趙姫を正室として王后にした。
荘襄王3年（紀元前247年）、荘襄王は在位3年で薨去し、その跡を嬴政が継いだが僅か13歳であった。

#### 嬴政時代
嬴政が秦王に即位した際、年齢は僅か13歳であり成人の儀も終えておらず、政治は太后と大臣に委ねればならず22歳で成人するまでは親政を行うことはできない状態であった。
秦の法における執政権の継承順位として一位が華陽太后、二位が夏太后、生母の趙姫は末位であった :63-65。このため近代、一部の漫画作品などで嬴政の若年時代に絶対的な権力を持った呂不韋と趙姫によって秦の朝政が取り仕切られたと描かれているのは誤りであるとも説かれている:63。
秦王政17年（紀元前230年）12月、華陽太后薨去。その身は夫の孝文王が眠る寿陵に合葬された。
嬴政の即位した紀元前247年から華陽太后が亡くなるまでの紀元前230年までの17年間、秦国の政治については秦記に詳細が記されておらず、彼女の政治家としての一面は明らかになっていないのが現状である。

## 秦国外戚集団
嬴政即位時の外戚勢力は「楚系」「韓系」「趙系」の三つに分けられると、歴史学者の李開元は著書で挙げている :60-63。主な外戚勢力と構成は以下の通り
- 楚系　華陽太后、昌平君、昌文君
- 韓系　夏太后、成蟜
- 趙系　趙姫、呂不韋、嫪毐

秦国の王廷三派勢力に関連する事件は以下の通り
- 秦王政5年（紀元前242年）、成蟜が韓に赴き百里の土地の割譲を受け、その功により長安君に封じられる[8] :65-66。
- 秦王政7年（紀元前240年）、夏太后薨去[註 5]。これにより韓系外戚集団の力は弱まり朝廷勢力図に変化が起きる[8]:65-69。
- 秦王政8年（紀元前239年）、王弟成蟜が叛乱。嫪毐がこの叛乱鎮圧の功により長信侯に封じられ封地を賜る[8]:76-80、87。趙系勢力の力が一時圧倒的に強まり、楚系勢力はこれを危惧する事に。
- 秦王政9年（紀元前238年）、嫪毐が秦都咸陽にて秦王嬴政に対する叛乱を起こす。[8]:86-89嫪毐の乱は最終的に呂不韋・昌平君・昌文君の指揮する兵によって鎮圧され趙姫はこの事件の後雍にしばらくの間、幽閉される。[10]:332
- 秦王政10年（紀元前237年）、呂不韋が嫪毐叛乱に連座し、宰相の地位から罷免される。これにより趙系勢力の力が著しく衰退し、楚系勢力の力は絶頂期を迎える[10] :94。

史書に記載はないものの、これまでの慣例から秦王嬴政の婚姻には華陽太后が大きく影響力を持っていたと考えられ、嬴政の長子扶蘇の母親となった女性は華陽太后や昌平君・昌文君らが自らの祖国である、楚の公族から選んだ者であったのではないかと日本の考古学者で愛媛大学名誉教授の藤田勝久は主張している。

### 華陽太后薨去の後
華陽太后が秦王政17年（紀元前230年）に薨去した事と、30歳を迎えた秦王嬴政の親政に伴い、外戚勢力の影響力は影を潜めていく事となり、秦国朝廷内の楚系勢力は嬴政によって排斥される事となる:283-287。

秦王政21年（紀元前226年）、昌平君が宰相を罷免され、楚の旧都の郢陳へ当地の慰撫を名目に送られたのが最たる例である。
秦王政24年（紀元前223年）、秦は楚攻略の戦を発動し、楚国は滅亡した。